# Gogolevka (Kursk)
Gogolevka (en ruso: Гоголевка) es un pueblo ruso perteneciente al óblast de Kursk. Situado en el suroeste del país, forma parte del distrito de Sudzha.

## Geografía
Gogolevka está situado a orillas del río Oleshnya, 6 km al oeste de Sudzha y 93 km al suroeste de Kursk. A 3,5 km está la frontera entre Rusia y Ucrania, y forma parte de la región histórica de Ucrania Libre.

## Historia
El 6 de agosto de 2024, el pueblo fue escenario de una incursión en la óblast de Kursk de las Fuerzas Armadas de Ucrania en el transcurso de la guerra ruso-ucraniana. El 15 de agosto, el gobierno ucraniano anunció la formación de una administración militar para brindar ayuda humanitaria a los civiles y mantener la ley y el orden, donde se integró a Gogolevka.  Después de la retirada del ejército ucraniano de Sudzha a principios de marzo de 2025, comenzaron los combates en la aldea, que llevaron a su liberación el 27 de marzo de 2025.

## Demografía
La evolución demográfica de Gogolevka entre 2002 y 2010 fue la siguiente:
| 201                            | 184 |
| (Fuente: Population of Russia) |     |

## Infraestructura

### Arquitectura, monumentos y lugares de interés
En el pueblo está la iglesia de la Natividad de la Santísima Virgen María, construida en 1894, y un monumento soviético en honor a los luchadores de la Segunda Guerra Mundial.